# Deutsche Handballmeisterschaft 1963
Die Deutsche Handballmeisterschaft 1963 war die 14. vom DHB ausgerichtete Endrunde um die Deutsche Meisterschaft im Hallenhandball der Männer. Sie wurde am 16. und 17. Februar in der Killesberghalle in Stuttgart ausgespielt, in einem Endrundenturnier mit Gruppenphase in der Vorrunde.
Der Meister des Vorjahres, der THW Kiel, konnte seinen Titel verteidigen und gewann mit einem 10:3 im Endspiel gegen den OSC Berlin seine dritte Deutsche Meisterschaft.

## Modus
Teilnahmeberechtigt an der Endrunde waren die Meister der fünf Regionalverbände sowie der Vizemeister des Regionalverbands Südwest. In zwei Vorrundengruppen qualifizierten sich die jeweils ersten beiden Mannschaften für das Halbfinale, die jeweils Gruppenletzten spielten um Platz fünf.
In der Vorrundengruppe A spielten der OSC Berlin (Regional-/Landesverbandsmeister Berlin), der TV Großwallstadt (Regionalverbandsmeister Südwest) und der TC Frisch Auf Göppingen (Regionalverbandsmeister Süd).
In der anderen Gruppe trafen der VfL Gummersbach (Regionalverbandsmeister West), der TV Homburg-Erbach 05 (Vizemeister Regionalverband Südwest) und der Titelverteidiger THW Kiel (Regionalverbandsmeister Nord) aufeinander.
Die Spieldauer betrug 2 × 20 Minuten.

## Turnierverlauf
In der Vorrunde tat der spätere Turniersieger aus Kiel sich noch schwer, gegen die erstmals für die Endrunde qualifizierten Gummersbacher mussten die „Zebras“ sogar eine knappe Niederlage hinnehmen. Das Halbfinal- und das Finalspiel gewannen die Kieler dagegen ganz überlegen, weder der Rekordmeister aus Göppingen, dessen große Zeit vorbei zu sein schien, noch der OSC Berlin wussten eine Antwort auf die Angriffswucht des alten und neuen Meisters zu finden. Besonders bemerkenswert: Der mittlerweile schon 40-jährige Hein Dahlinger erwies sich als unverwüstlich und war nochmals „Dirigent und Motor“ des Kieler Spiels.

### Vorrunde
Vorrundenspiele Gruppe A, 16. Februar
OSC Berlin – TV Großwallstadt: 11:9
TC Frisch Auf Göppingen – OSC Berlin: 6:6
TC Frisch Auf Göppingen – TV Großwallstadt: 9:6
|    | Abschlusstabelle Gruppe A | Sp. | S | U | N | Tore  | Diff. | Punkte |
| -- | ------------------------- | --- | - | - | - | ----- | ----- | ------ |
| 1. | TC Frisch Auf Göppingen   | 2   | 1 | 1 | 0 | 15:12 | +3    | 3:1    |
| 2. | OSC Berlin                | 2   | 1 | 1 | 0 | 17:15 | +2    | 3:1    |
| 3. | TV Großwallstadt          | 2   | 0 | 0 | 2 | 15:20 | −5    | 0:4    |

Vorrundenspiele Gruppe B, 16. Februar
VfL Gummersbach – TV Homburg-Erbach 05: 6:2
VfL Gummersbach – THW Kiel: 8:7
THW Kiel – TV Homburg-Erbach 05: 13:5
|    | Abschlusstabelle Gruppe B | Sp. | S | U | N | Tore  | Diff. | Punkte |
| -- | ------------------------- | --- | - | - | - | ----- | ----- | ------ |
| 1. | VfL Gummersbach           | 2   | 2 | 0 | 0 | 16:6  | +10   | 4:0    |
| 2. | THW Kiel                  | 2   | 1 | 0 | 1 | 10:13 | −3    | 2:2    |
| 3. | TV Homburg-Erbach 05      | 2   | 0 | 0 | 2 | 9:16  | −7    | 0:4    |

### Finalrunde
Halbfinale, 17. Februar
TC Frisch Auf Göppingen – THW Kiel: 2:7
VfL Gummersbach – OSC Berlin: 5:7
Spiel um Platz fünf, 17. Februar
TV Großwallstadt – TV Homburg-Erbach 05: 6:7
Spiel um Platz drei, 17. Februar
TC Frisch Auf Göppingen – VfL Gummersbach: 7:5
Finale, 17. Februar
THW Kiel – OSC Berlin: 10:3 (Halbzeit: 3:1)

### Die Meistermannschaft
| THW Kiel | THW Kiel |
| -------- | --- |
|          | Egon Schönfeldt, Wolfgang Struck; Kurt Bartels, Heinrich Dahlinger (Spielertrainer), Dieter Hense, Heinrich Kelbe, Horst Rittke, Karl-Heinz Röhe, Karl-Friedrich Stoldt, Bernd Struck, Georg Wegner, Klaus Wegner |